# Настоящая Россия
«Настоящая Россия» (англ. True Russia) — международная общественная некоммерческая организация, созданная в марте 2022 года писателем Борисом Акуниным, артистом балета Михаилом Барышниковым и экономистом Сергеем Гуриевым для оказания гуманитарной помощи жертвам войны на Украине и поддержки антивоенных проектов, возникших по всему миру как реакция на эту войну.

## История
«Настоящая Россия» была создана в марте 2022 года, вскоре после вторжения России на Украину. В манифесте её создателей говорится, что организация помогает пострадавшим от войны и объединяет всех людей русской культуры, выступающих против «преступной военной агрессии».
Основная идея создания организации состояла в том, чтобы дать понять западному обществу, что Россию не нужно ассоциировать с Путиным. Управляющему директору Олегу Радзинскому несколько раз приходилось отвечать на вопрос о выборе названия. Он объяснял это так: название «Настоящая Россия» было выбрано, чтобы подчеркнуть, что Россия — это не только Путин. «Мы Россия Пушкина, а не Путина. Россия, которая помогает соседям, а не нападает на них». Борис Акунин объяснял: «С самого начала войны у нас было ощущение, что нужно действовать. Мы, русские изгнанники, оказались в состоянии сильного стресса, и так было всегда. Очень быстро стало ясно, что весь мир начал ассоциировать Россию с Владимиром Путиным. Именно для борьбы с этой идеей мы назвали наше движение «Настоящая Россия», чтобы дистанцироваться от действующей власти».

## Деятельность
В отсутствии собственного юрлица фонд открыл сбор на платформе GoFundMe. За первые три месяца было собрано более миллиона фунтов стерлингов, и все средства были переведены на счета британского Комитета по чрезвычайным ситуациям и их местных партнёров на Украине и в соседних странах, деятельность которых была направлена на помощь украинским беженцам. В первом сборе, приняли участие более пяти тысяч человек из восьмидесяти стран.
Затем был запущен агрегатор новостей об инициативах и проектах организаций русскоязычной диаспоры и отдельных лиц, разделяющих убеждения «Настоящей России». Организация регулярно предоставляет гранты и оказывает информационную поддержку волонтёрским сообществам, помогающим людям, пострадавшим от агрессии против Украины.
Среди гуманитарных инициатив, получивших гранты от «Настоящей России», такие организации как британский благотворительный фонд  WE HELP UKRAINIANS, германский фонд  RUBICUS, польский фонд  WEDA, грузинская благотворительная организация «Волонтёры Тбилиси», украинские благотворительные фонды «ЯМариуполь» и «Дети Героев», черногорское волонтёрское сообщество «Пристанище».
«Настоящая Россия» вошла в альянс российских демократических сил, которые представляет интересы российской оппозиции в Европе.

## Реакция в Российской Федерации
24 мая 2022 года Роскомнадзор по требованию Генеральной прокуратуры заблокировал официальный сайт организации. Михаил Барышников в ответ на это заявил, что блокировка сайта лишь придаёт организации уверенности в своей правоте.
Деятельность «Настоящей России» не раз подвергалась травле со стороны российских государственных СМИ, а основатели организации становились антигероями пропагандистских сюжетов в печати и на телевидении, а один из сооснователей, Сергей Гуриев, также как и сама организация, был объявлен иноагентом. Отдельная кампания была развязана против Бориса Акунина. В частности Генеральная прокуратура оказывала давление на московские театры, требуя убрать имя писателя с афиш спектаклей, поставленных по произведениям писателя, а в июле 2023 года депутаты Госдумы призвали Минюст признать Акунина иноагентом.
31 марта 2023 года Министерство юстиции Российской Федерации объявило «Настоящую Россию» иностранным агентом, а в декабре того же года – нежелательной организацией.